# Henry Howe
Henry Howe (11 de octubre de 1816 - 14 de octubre de 1893) fue un autor estadounidense que escribió historias de varios estados de los Estados Unidos. Su obra más célebre es la Colección histórica de Ohio en tres volúmenes.

## Primeros años

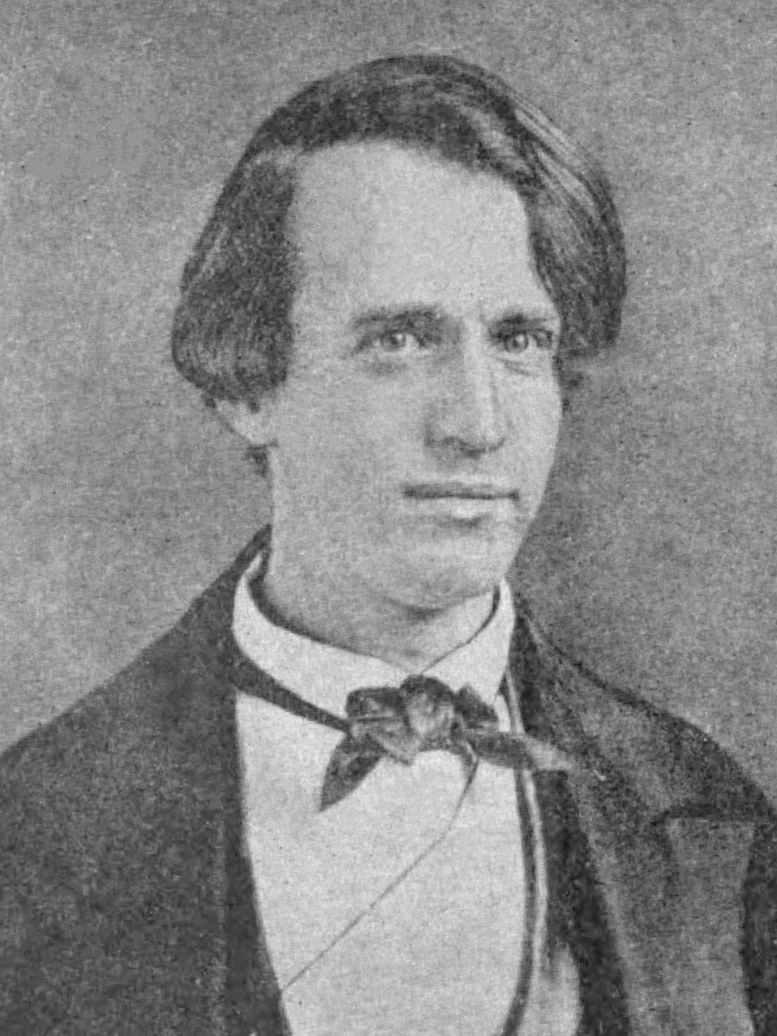
Howe en 1846

Henry Howe nació en New Haven, Connecticut, hijo de un editor e impresor, cuya librería era una de las más famosas del país. Su padre, Hezekiah Howe, publicó la primera edición del Diccionario americano del idioma inglés de Noah Webster en 1828.
Henry Howe nació en New Haven, Connecticut, hijo de un editor e impresor, cuya librería era una de las más famosas del país. Su padre, Hezekiah Howe, publicó la primera edición del Diccionario americano del idioma inglés de Noah Webster en 1828.

### Carrera de escritor
Una copia de Historical Collections of Connecticut por John Warner Barber Llegó a la librería del Sr. Howe en 1838. Barber había viajado por todo el estado haciendo bocetos y recopilando material. Este libro lo impresionó, que más tarde escribió: «Aunque nací en un ambiente literario, este me impresionó más que cualquier otro libro que haya visto, y sentí que, entre todas las cosas, me gustaría dedicar mi vida a viajar y a escribir libros así... Habían pasado dos años; entremedio, mi padre había fallecido... Llegó la primavera de 1840, cuando un día entré en la oficina del Sr. Barber y le pregunté si había pensado en escribir un libro sobre el estado de Nueva York». Así comenzó una colaboración, en la que ambos viajarían por el estado, tomando notas y dibujando. 